# Bosc Nacional Cherokee

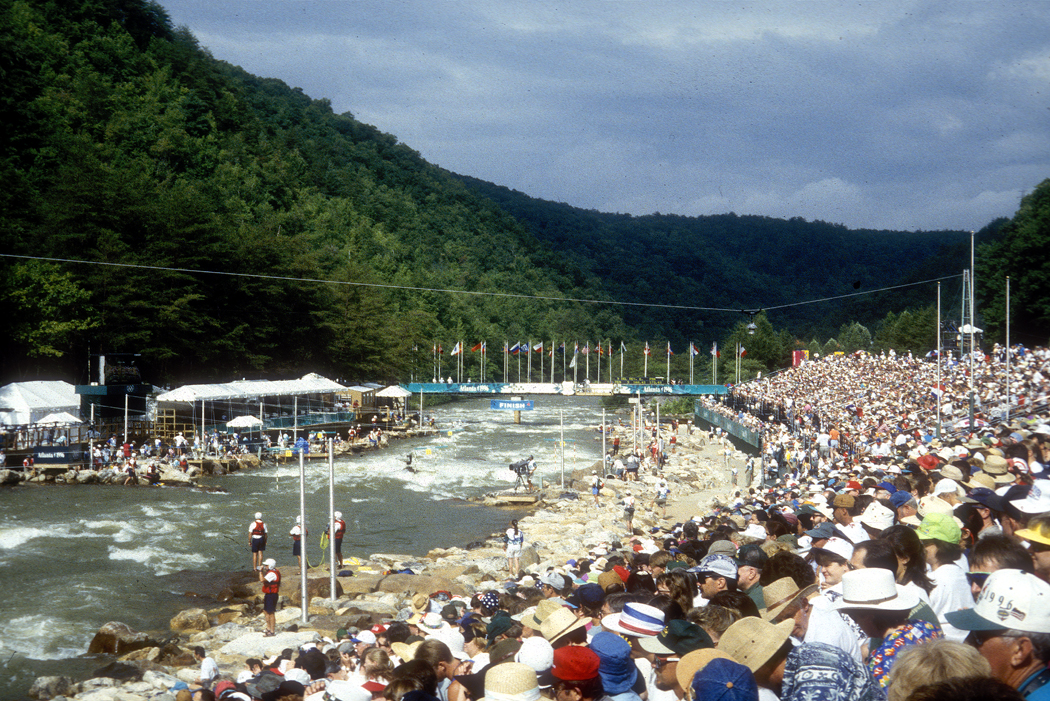
Centre de aigües braves d'Ocoee

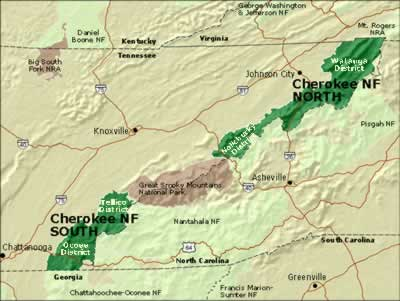
Un mapa dels districtes de guardaboscos

El Bosc Nacional Cherokee (Cherokee National Forest) se situa als estats de Tennessee i Carolina del Nord, i és gestionat pel Servei Forestal dels Estats Units. El bosc compta amb onze àrees salvatges, tres llacs grans, i més de 970 quilòmetres de senders, incloent 240 quilòmetres del Sender dels Apalatxes a la seva ruta per les Grans Muntanyes Fumejants (Great Smoky Mountains). Al bosc hi ha 43 espècies de mamífers, 154 espècies de peixos, 55 espècies d'amfibis i 262 espècies d'aus.
La seu administrativa (supervisor's office) del bosc es localitza a Cleveland (Tennessee). El bosc és separat geogràficament pel Parc Nacional de les Grans Muntanyes Fumejants en dues seccions, sud i nord. Els districtes de guardaboscos (ranger districts) d'Ocoee amb oficines a Benton i de Tellico amb oficines a Tellico Plains se situen al sud. Els districtes d'Unaka amb oficines a Greeneville i de Watauga amb oficines a Unicoi se situen al nord. El centre d'aigües braves d'Ocoee (Ocoee Whitewater Center) és a Copperhill al sud.

## Àrees salvatges
Al bosc hi ha vuit àrees salvatges i seccions parcials de tres àrees salvatges designades sota la Llei d'àrees salvatges de 1964:
- Bald River Gorge  Arxivat 2016-04-18 a Wayback Machine.
- Big Frog (parcialment)  Arxivat 2016-04-16 a Wayback Machine.
- Big Laurel Branch  Arxivat 2016-06-03 a Wayback Machine.
- Citico Creek  Arxivat 2016-06-03 a Wayback Machine.
- Cohutta (parcialment)  Arxivat 2016-04-16 a Wayback Machine.
- Gee Creek  Arxivat 2016-04-18 a Wayback Machine.
- Joyce Kilmer-Slickrock (parcialment)  Arxivat 2016-04-17 a Wayback Machine.
- Little Frog Mountain  Arxivat 2016-04-18 a Wayback Machine.
- Pond Mountain  Arxivat 2016-04-18 a Wayback Machine.
- Sampson Mountain  Arxivat 2016-04-18 a Wayback Machine.
- Unaka Mountain  Arxivat 2016-06-03 a Wayback Machine.